# فرست اینوستمنت بانک
فرست اینوستمنت بانک (به انگلیسی: First Investment Bank) بانک بلغارستانی است، که در زمینه ارائه خدمات، بانکداری خرد، بانکداری شرکتی و بانکداری اختصاصی فعالیت می‌کند.
فرست اینوستمنت بانک در تاریخ ۸ اوت ۱۹۹۳ تأسیس شد و در حال حاضر مالک شبکه‌ای از ۸۹ شعبه بانک بوده، که ۲۱ شعبه آن در بلغارستان و ۶۸ شعبه آن در کشورهای قبرس، آلبانی، جمهوری مقدونیه و کشورهای منطقه بالکان مستقر می‌باشند.
شعبه مرکزی این بانک در شهر صوفیه، بلغارستان قرار دارد و دفتر بین‌المللی آن نیز در شهر اسکوپیه، مقدونیه مستقر می‌باشد. فرست اینوستمنت بانک تا سال ۲۰۱۰ بالغ بر ۳۸۰٫۰۰۰ مشتری در بخش بانکداری خرد و ۲۱٫۰۰۰ شرکت در بخش بانکداری شرکتی داشته‌است.